# Дјевојка и храст (кратки филм)
„Дјевојка и храст” је југословенски кратки филм из 1955. године. Режирао га је Никола Костелац а сценарио је написао Душан Вукотић.

## Улоге
| Глумац          | Улога                |
| --------------- | -------------------- |
| Виктор Бек      |                      |
| Андреј Курент   |                      |
| Тамара Милетић  |                      |
| Јосип Петричић  |                      |
| Миодраг Поповић |                      |
| Љуба Тадић      | (као Љубивоје Тадић) |